# علماء مسلمون في القرن الثاني الهجري
القرن الثاني من سنة 100 هجرية حتى سنة 200 هجرية يلي في الخيرية القرن الأول لقول النبي محمد ( خير القرون قرني ثم الذين يولونهم ثم الذين يولونهم) وبوفاة النبي محمد، كثر عدد من يكتب العلم في القرن الأول من الصحابة وكذلك سار على دربهم التابعون في القرن الثاني الهجري ولا زالت الأولوية لعلوم الدين التي حوت كل العلوم في القرون الأولى والثاني بمثابة فرض العين وبقية العلوم فرض كفاية.

## من مشاهير علماءالتابعين ق2هجرية
العالم سعيد بن جبير كتب علم الصحابي عبد الله بن عباس والعالم ابن شهاب الزهري وهشام بن عروة وغيرهم عشرات الثقات بدون تكليف رسمي ارتحلوا في طلب العلم كما سبقهم الصحابة أمثال جابر بن عبد الله الأنصاري وأبو أيوب وعلى دربهم ارتحل التابعون أمثال سعيد بن المسيب والأئمة أبو حنيفة النعمان ومالك بن أنس والشافعي وأحمد بن حنبل وغيرهم وتبعهم البخاري ومسلم وأبو داود والترمذي والنسائي ومحمد بن ماجه والحاكم ومن علماء القرن الثاني أيضا بالأمصار جريج بمكة ومعمر بن راشد وسعيد بن أبي عروبة والأوزعي بالشام وسفيان الثوري بالكوفة عبد الله بن المبارك بخراسان وهشيم بن بشير بواسط واعتنى العلماء بالنقد والرواية مع الجمع وعنوا بالجرح والتعديل وألفاظ الرواية وشروطها والتحمل والأداء والعلل والغريب والناسخ والمنسوخ وطبقات الرواة مع عناية خاصة بفقه الحديث

## أشهر الرواة من التابعين ق1 وق2 هجرية حسب الموطن
بالمدينة سعيد بن المسيب وعروة بن الزبير وأبو بكر بن هشام وعبيد لله بن عتبه وسالم بن عبد الله وسليمان بن يسار والقاسم بن محمد بن أبي بكر ونافع مولى بن عمر وابن شهاب الزهري وأبو الزناد
وأشهرهم بمكة عكرمة مولى ابن عباس وعطاء بن رباح وأبو الزبير محمد بن مسلم
وبالكوفة الشعبي وإبراهيم النخعي وعلقمة النخعي بالبصرة الحسن البصري ومحمد بن سيرين وقتادة الدوسي
وبالشام عمر بن عبد العزيز ومكحول وقبيصة بن ذوئيب وكعب الأحبار بمصر أبو الخير اليزني ويزيد ابن أبي حبيب وب اليمن طاوس الحميري ووهب بن منبه.

## وصلات داخلية
- سنة هجري